# Schizotetranychus garmani
Schizotetranychus garmani är en spindeldjursart som beskrevs av Pritchard och Baker 1955. Schizotetranychus garmani ingår i släktet Schizotetranychus och familjen Tetranychidae. Inga underarter finns listade i Catalogue of Life.